# Latarnia morska Les Eclaireurs
Latarnia morska Les Eclaireurs – latarnia morska w Kanale Beagle w archipelagu Ziemi Ognistej w Argentynie.
Latarnia została uruchomiona w 1920 roku po rozpoznaniu przeprowadzonym w 1918 roku. Światło znajduje się na szczycie ceglanej, stożkowatej wieży o wysokości 11 m, ustawionej na jednej ze skalistych wysepek Islotes les Éclaireurs (z francuskiego „wysepki zwiadowców”). Wieża jest pomalowana w trzy pasy, czerwony, biały i czerwony. Osłona latarni jest czarna. Latarnia jest zautomatyzowana i zasilana energią słoneczną.
Jest ona nazywana przez operatorów wycieczek „latarnią na końcu świata” i często fotografowana przez turystów odwiedzających pobliskie miasto Ushuaia. Nazwa ta pochodzi od tytułu powieści Juliusza Verne’a „Latarnia na końcu świata”, chociaż inspiracją dla autora była w rzeczywistości starsza latarnia morska San Juan de Salvamento, położona na Wyspie Stanów.